# Vovkivți, Teofipol
Vovkivți (în ucraineană Вовківці) este un sat în comuna Ciovhuziv din raionul Teofipol, regiunea Hmelnîțkîi, Ucraina.

## Demografie
Componența lingvistică a localității Vovkivți
     Ucraineană (99,26%)
     Alte limbi (0,74%)
Conform recensământului din 2001, majoritatea populației localității Vovkivți era vorbitoare de ucraineană (99,26%), existând în minoritate și vorbitori de alte limbi.